# Wasserwerk Pasing

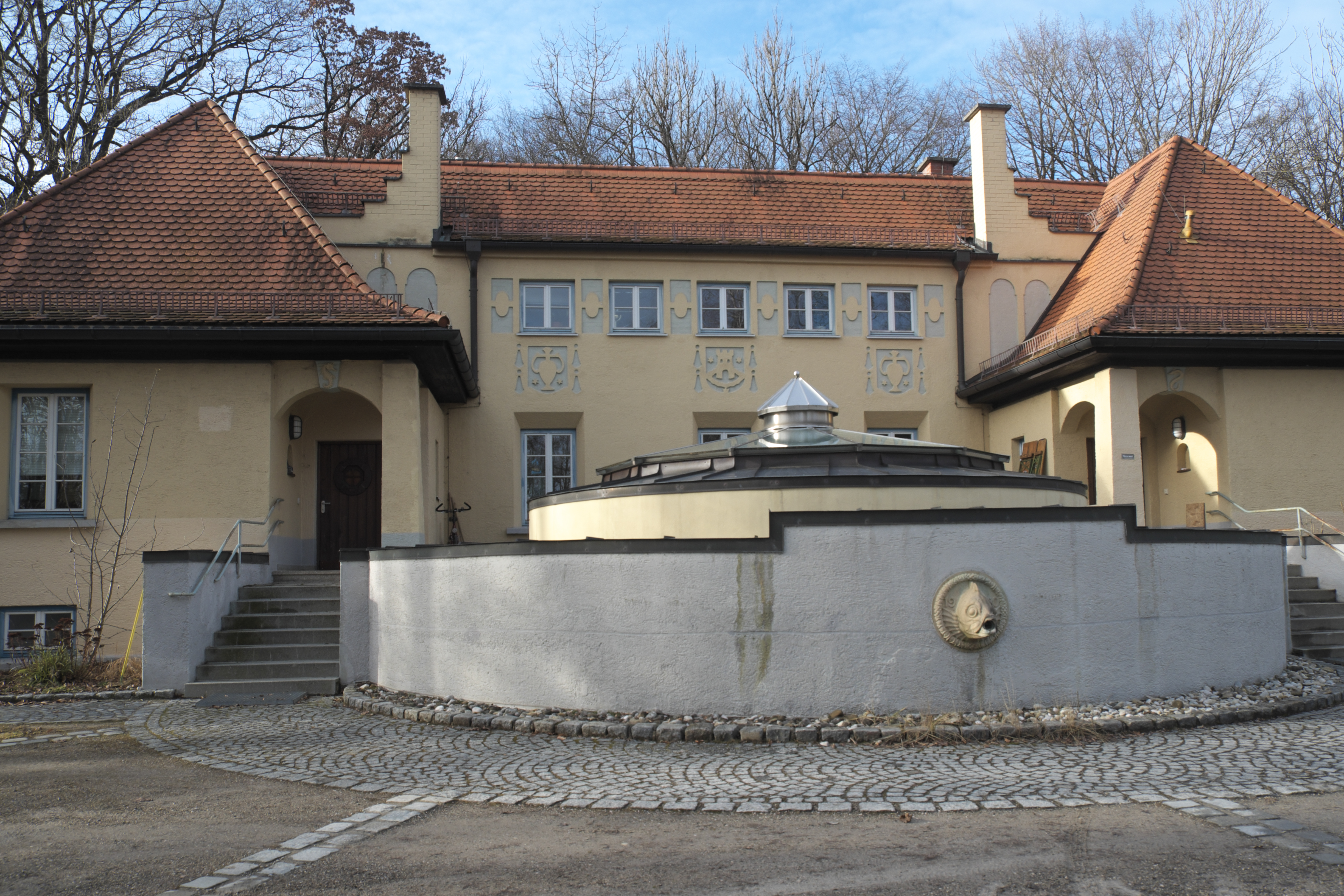
Wasserwerk in Pasing, im Vordergrund die runde Brunnenanlage

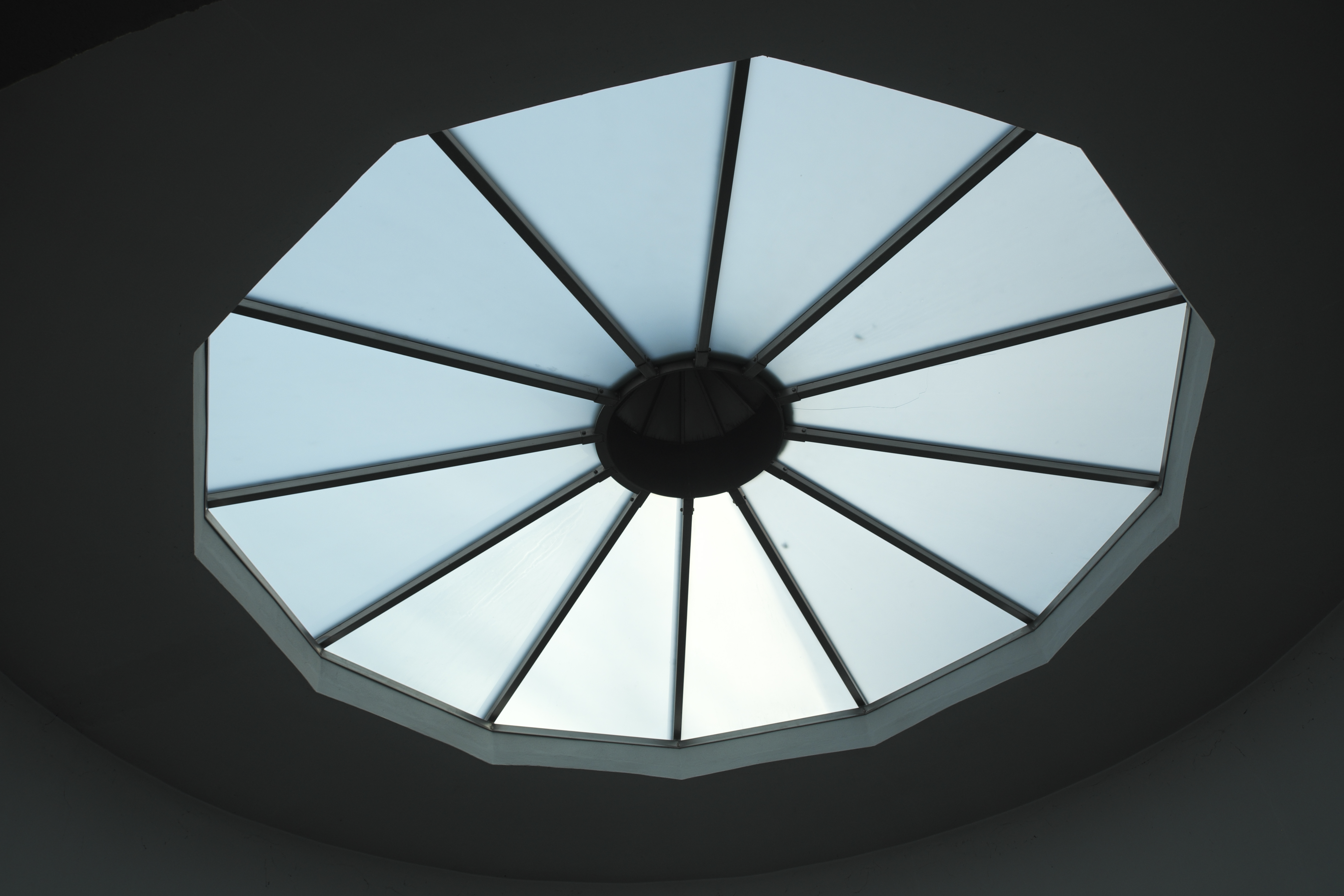
Dach der Brunnenanlage

Das Wasserwerk im Stadtteil Pasing der bayerischen Landeshauptstadt München wurde von 1919 bis 1921 errichtet. Das Wasserwerk an der Planegger Straße 150 ist ein geschütztes Baudenkmal.

## Beschreibung
Der ein- und zweigeschossige Dreiflügelbau mit Walmdach um eine runde Brunnenanlage wurde nach Plänen des Pasinger Architekten Josef Lang (1878–1927) errichtet. Die Fassade des Hauptgebäudes besitzt einen Stuckdekor. 
Das Wasserwerk war bis 1996/97 in Betrieb und wurde danach zu einem Wasserbetriebsstützpunkt der Stadtwerke München umgebaut.

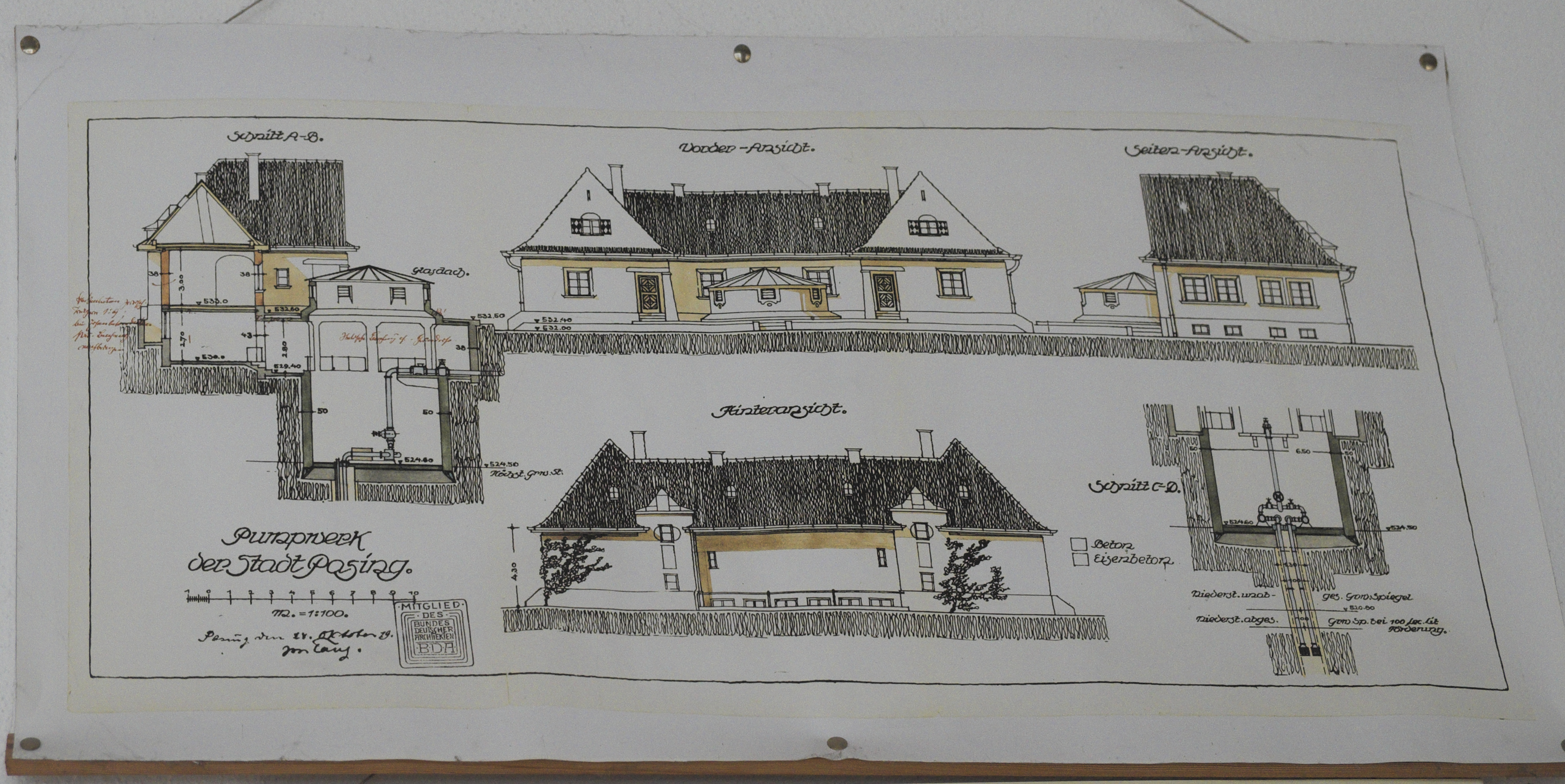
Plan des Wasserwerks von Josef Lang aus dem Jahr 1919
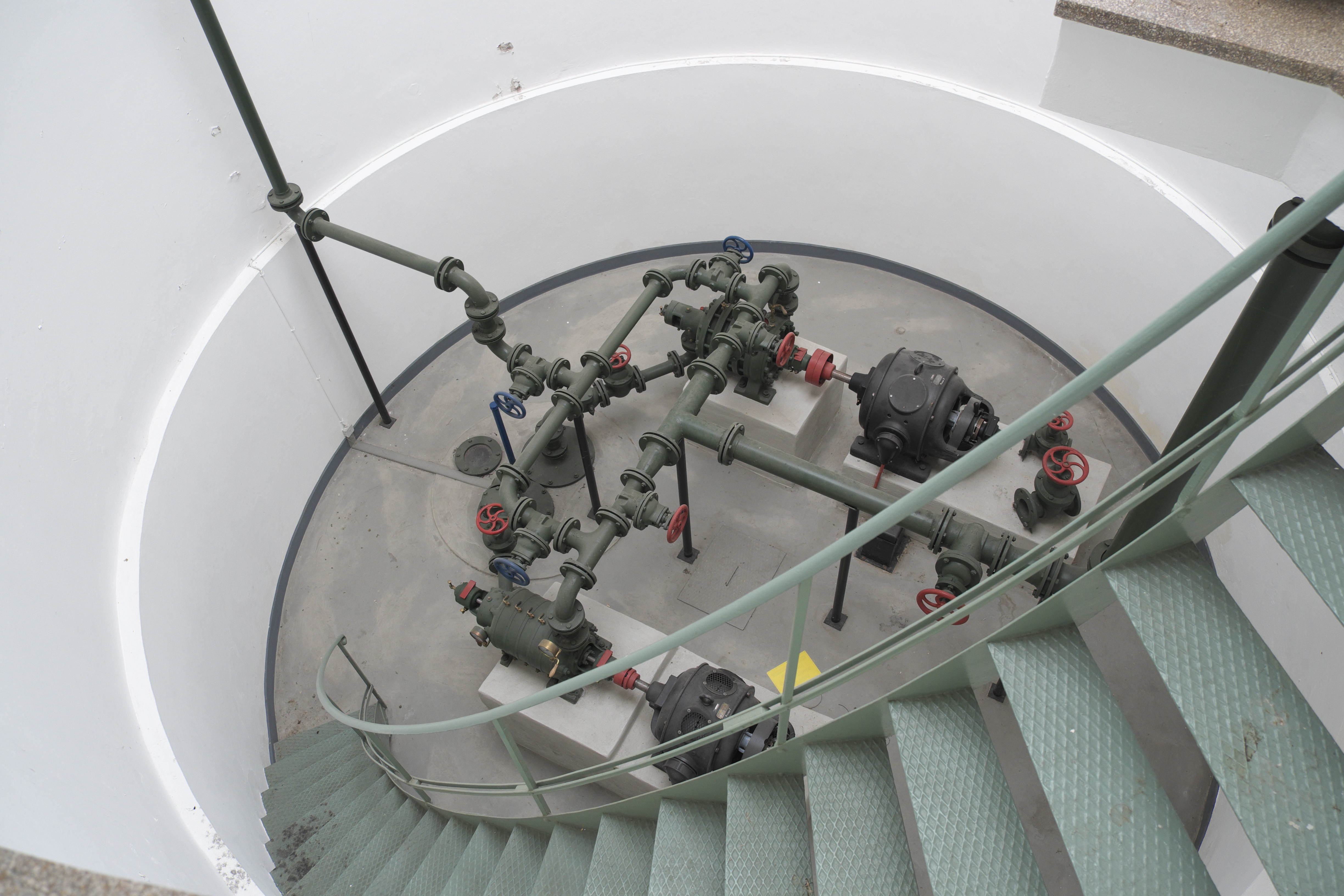
Ehemalige Brunnenanlage
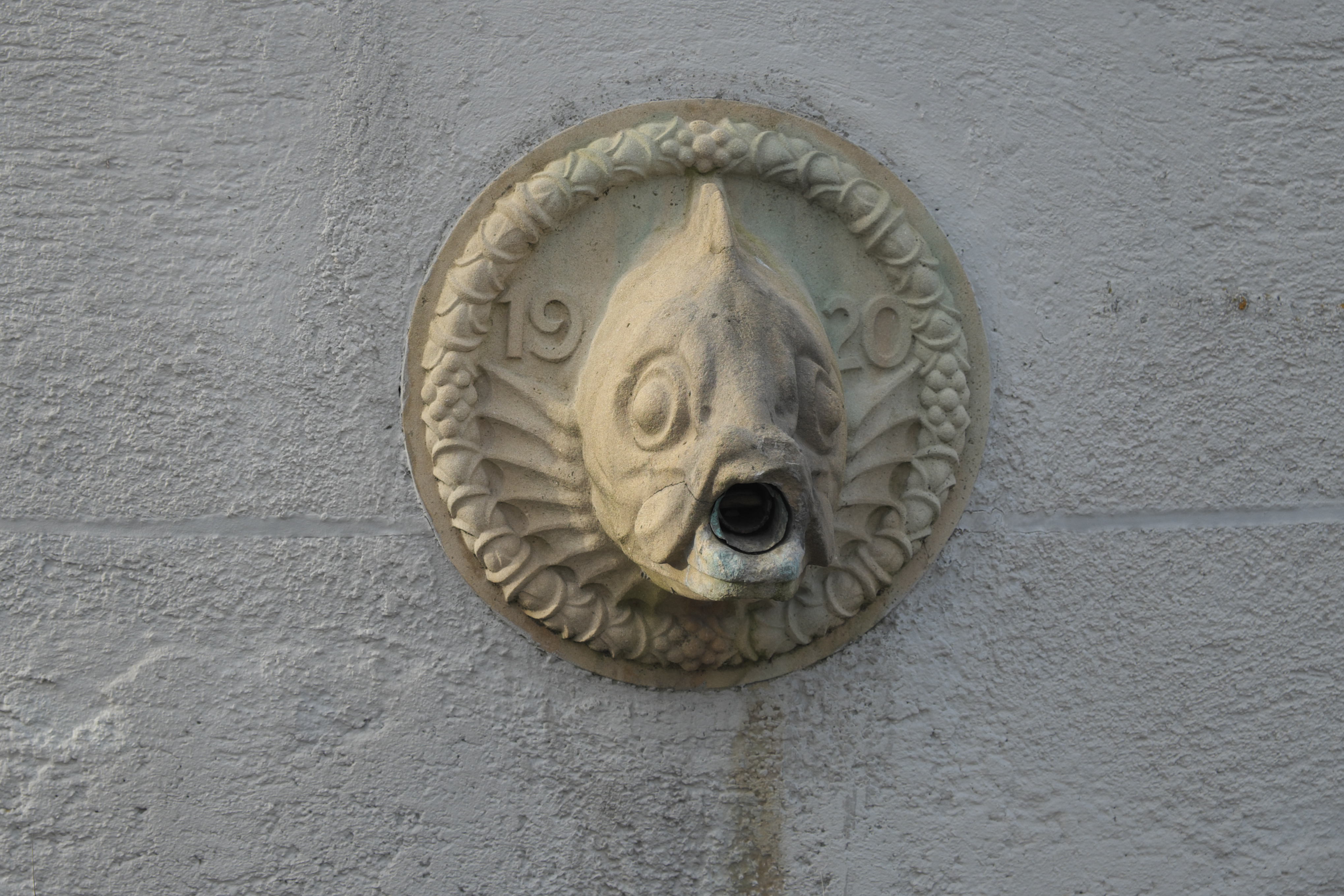
Schmuck an der Fassade der Brunnenanlage